# Dolicheremaeus pseudofurcatus
Dolicheremaeus pseudofurcatus är en kvalsterart som beskrevs av Sandór Mahunka 1988. Dolicheremaeus pseudofurcatus ingår i släktet Dolicheremaeus och familjen Tetracondylidae. Inga underarter finns listade i Catalogue of Life.